# Adeline Chapman
Adeline Chapman (Roehampton, 7 agosto 1847 – Roehampton, 20 gennaio 1931) è stata un'attivista inglese.
Adeline Chapman, o in modo più completo Adeline Mary Chapman, è stata una suffragetta inglese.

## Biografia

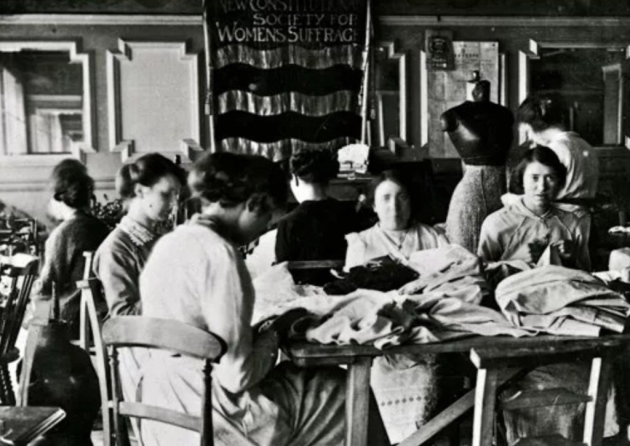
Donne del New Constitutional Society for Women's Suffrage nel 1914

Adeline Mary Chapman nacque in una famiglia benestante, figlia del banchiere David Barclay Chapman e della sua seconda moglie Maria Chatfield. Ebbe numerosi fratelli. Visse gli anni giovanili a Downshire House, la grande casa di famiglia a Roehampton nei pressi di Londra ed ebbe un'educazione privata coi suoi fratelli grazie alle governanti. Adeline sposò Arthur Edward Guest, membro del partito liberale e convinto anti-suffragette il 23 aprile 1867 presso Regent's Park. Il matrimonio non ebbe fortuna e Adeline chiese il divorzio che tuttavia non ottenne quindi rimase sposata con Guest sino alla morte di lui nel 1898. Un anno dopo Adeline celebrò le sue nozze col suo secondo marito Cecil Maurice Chapman nella chiesa di San Giorgio a Londra. Dal suo primo matrimonio ebbe due figli, Mildred Ella Guest, nata nel 1868, e Arthur Rhuven Guest, nato l'anno successivo. Adeline Mary Chapman morì il 20 gennaio 1931, all'età di 83 anni.

## Attività politica
Adeline Chapman fu membro della Central Society for Women's Suffrage dal 1901 e uno dei primi membri della Women's Social and Political Union nella quale si oppose alla violenza delle suffragette. Non fu soddisfatta dall'eccessiva moderazione delle associazioni alla quale si era iscritta e fondò, divenendone la presidente, la New Constitutional Society for Women's Suffrage.
La figlia Mildred Mansel proseguì sul cammino della madre, divenne una nota e attiva suffragetta inglese vicina ad Evelina Haverfield e Emmeline Pankhurst, venne incarcerata almeno due volte per le sue proteste in favore delle donne e contro la guerra e nel 1911 organizzò la Bath WSPU Census Evasion e fece in modo di boicottare il censimento voluto dalle autorità.